# Wapen van Oostmahorn

Wapen van Oostmahorn

Het wapen van Oostmahorn is het dorpswapen van het Nederlandse dorp Oostmahorn, in de Friese gemeente Noardeast-Fryslân. Het wapen werd in 2008 geregistreerd.

## Beschrijving
De blazoenering van het wapen luidt als volgt:
In blauw een uit de schildvoet opzijzende schansdwinger van goud in de schildvoet vergezeld van een zilveren kokkelschelp; In een golvend schildhoofd van goud een omgewend rood kanon.
De heraldische kleuren zijn: azuur (blauw), goud (goud), zilver (zilver), en keel (rood).

## Symboliek
- Schansdwinger: staat voor de schans die hier aangelegd werd in de 16e eeuw. De kleurstelling is overgenomen van het wapen van Friesland.[3]
- Kanon: duidt op het kanon dat op de schans stond. De rode kleur staat voor gevaar. Het kanon is op het oosten gericht omdat de dreiging uit deze richting kwam.[3]
- Schelp en golvende deellijn: verwijzen naar de voormalige Lauwerszee waar het dorp aan gelegen was. De zilveren kleur van de schelp is ontleend aan het wapen van Oostdongeradeel.[3]

Het wapen van Friesland.
Het wapen van Oostdongeradeel.

## Zie ook

Vlag van Oostmahorn